# 309 a.C.
Il 309 a.C. (CCCIX a.C. in numeri romani) è un anno  del IV secolo a.C.

## Eventi
- Terzo concilio buddista convocato da Asoka.
- Re Alessandro IV di Macedonia viene assassinato per ordine del suo reggente Cassandro.
- Poliperconte riunisce un'armata per tentare di porre il figlio illegittimo di Alessandro Magno Eracle

sul trono di Macedonia, ma successivamente si allea con Cassandro e uccide Eracle.
- Areo I succede a suo nonno Cleomene II come re di Sparta
- Roma
  - Dittatore Lucio Papirio Cursore
  - vittorie romane contro gli Etruschi nella Battaglia del lago Vadimone e a Perugia
  - vittoria romana contro i Sanniti nei pressi di Longula

## Morti
- Barsine, nobile persiana
- Cleomene II, sovrano greco antico
- Eracle di Macedonia, nobile macedone antico (n. 327 a.C.)
- Ofella, militare macedone antico (n. 355 a.C.)